# 682761 Mittermaiertom
682761 Mittermaiertom è un asteroide della fascia principale. Scoperto nel 2007, presenta un'orbita caratterizzata da un semiasse maggiore pari a 2,731078 UA e da un'eccentricità di 0,119708, inclinata di 5,997192° rispetto all'eclittica.